# Vozinha
Josimar Dias, surnommé Vozinha (né le 3 juin 1986 à Mindelo au Cap-Vert), est un footballeur cap-verdien. Il est gardien de but au Desportivo de Chaves, club du D2 portugaise.

## Biographie

### En club
Vozinha commence sa carrière dans son pays natal, le Cap-Vert, avec le FC Batuque. Il n'y reste que deux ans, avant de quitter le club pour le CS Mindelense en 2011.
Il quitte ensuite le Cap-Vert pour l'Angola, où il rejoint le Progresso Associação do Sambizanga dans le championnat semi-professionnel Girabola.
Libre de tout contrat depuis le 30 novembre 2014 et son départ du Progresso Associação do Sambizanga, il pensait pouvoir signer pour un club européen ou africain après la CAN 2015. Malgré des contacts avec des clubs, il retourne jouer au CS Mindelense au Cap Vert en mars 2015. Il participe grandement au titre de Champion de São Vicente (en) et de Champion du Cap-Vert 2015.
En juin 2015, il s'engage avec le club moldave du FC Zimbru Chişinău.

### En équipe nationale
Vozinha joue son premier match international en 2012, alors qu'il joue au Progresso Associação do Sambizanga.
En 2013, il fait partie de l'effectif retenu par le sélectionneur national Lúcio Antunes pour participer à la Coupe d'Afrique des nations 2013. Il participe aux quatre matchs de son équipe, sans laisser une seule seconde de jeu à ses remplaçants, Fock et Rilly Costa. Lors de la compétition il encaisse seulement quatre buts. Deux ans plus tard, il est de nouveau convoqué pour participer à la Coupe d'Afrique des nations 2015. Il figure sur la liste des joueurs sélectionnés pour participer à la Coupe d'Afrique des nations 2021. En décembre 2023, il est retenu dans la liste des vingt-sept joueurs cap-verdiens sélectionnés par Bubista pour disputer la Coupe d'Afrique des nations 2023.

## Palmarès
- Championnat du Cap-Vert :
  - Champion 2015 (CS Mindelense)